# Ștefan cel Mare (Neamț)
Ștefan cel Mare è un comune della Romania di 3 282 abitanti, ubicato nel distretto di Neamț, nella regione storica della Moldavia. 
Il comune è formato dall'unione di 7 villaggi: Bordea, Cârligi, Deleni, Dușești, Ghigoiești, Soci, Ștefan cel Mare.